# Cambridgea antipodiana
Cambridgea antipodiana là một loài nhện trong họ Stiphidiidae.
Loài này thuộc chi Cambridgea. Cambridgea antipodiana được A. White miêu tả năm 1849.